# Xolotl

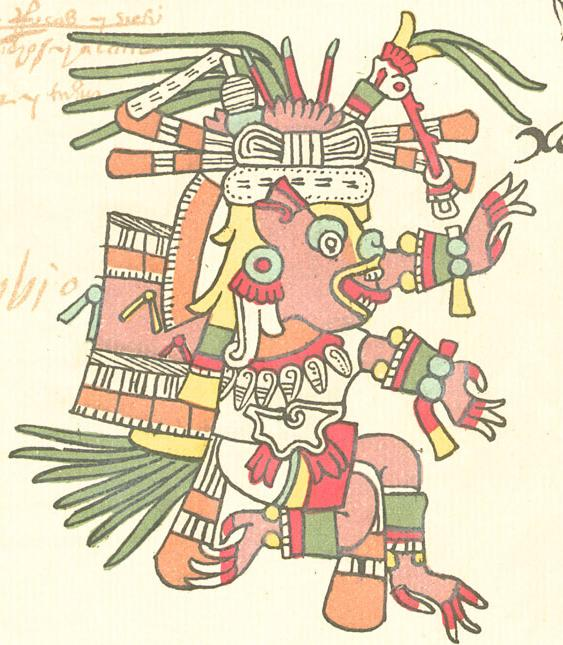
Xolotl från Codex Telleriano-Remensis.

Xolotl (IPA: [ˈʃolotɬ]) var i toltekisk och aztekisk mytologi en gudom som uppträdde i skepnaden av en hund eller som en människa med hundhuvud. Xolotl ledde de döda över den niofaldiga floden till Mictlan, underjorden. Xolotl vägledde även solen när den gick ner i havet och på dess väg genom underjorden innan den på nytt gick upp. Xolotl måste då själv dö för att sedan återuppstå. Aztekerna räknade honom som tvillingbror till Quetzalcoatl.